# 與大家一起創造黨
與大家一起創造黨（日语：／ Minna De Tsukuru Tō */?），是一個日本政党，創立於2013年。該黨的主要政治主張是：修改、廢除日本放送協會（NHK）強制向民眾徵收收視費的制度。
2024年1月，隨著原有兩名議員不支持黨首大津綾香，黨無法在期限內提交代表名單而被取消國家黨派資格。
該黨因負債11億日圓而在2024年3月14日被申請破產。

## 歷史

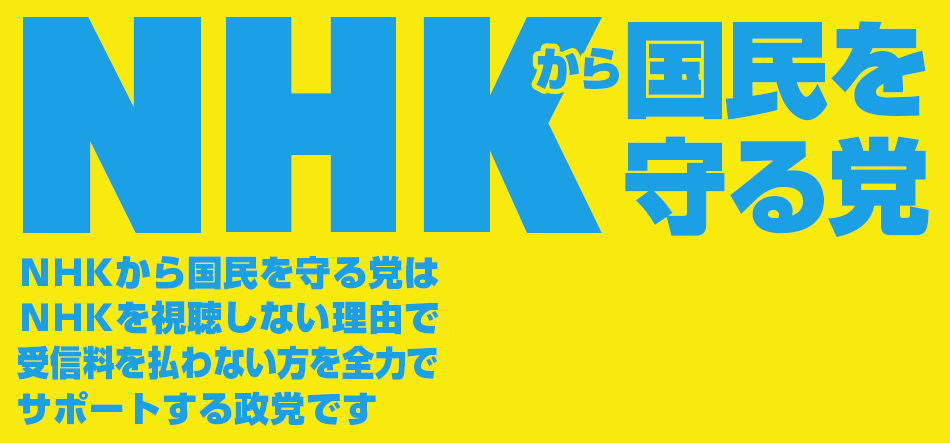
保護國民防止NHK傷害黨時期標誌

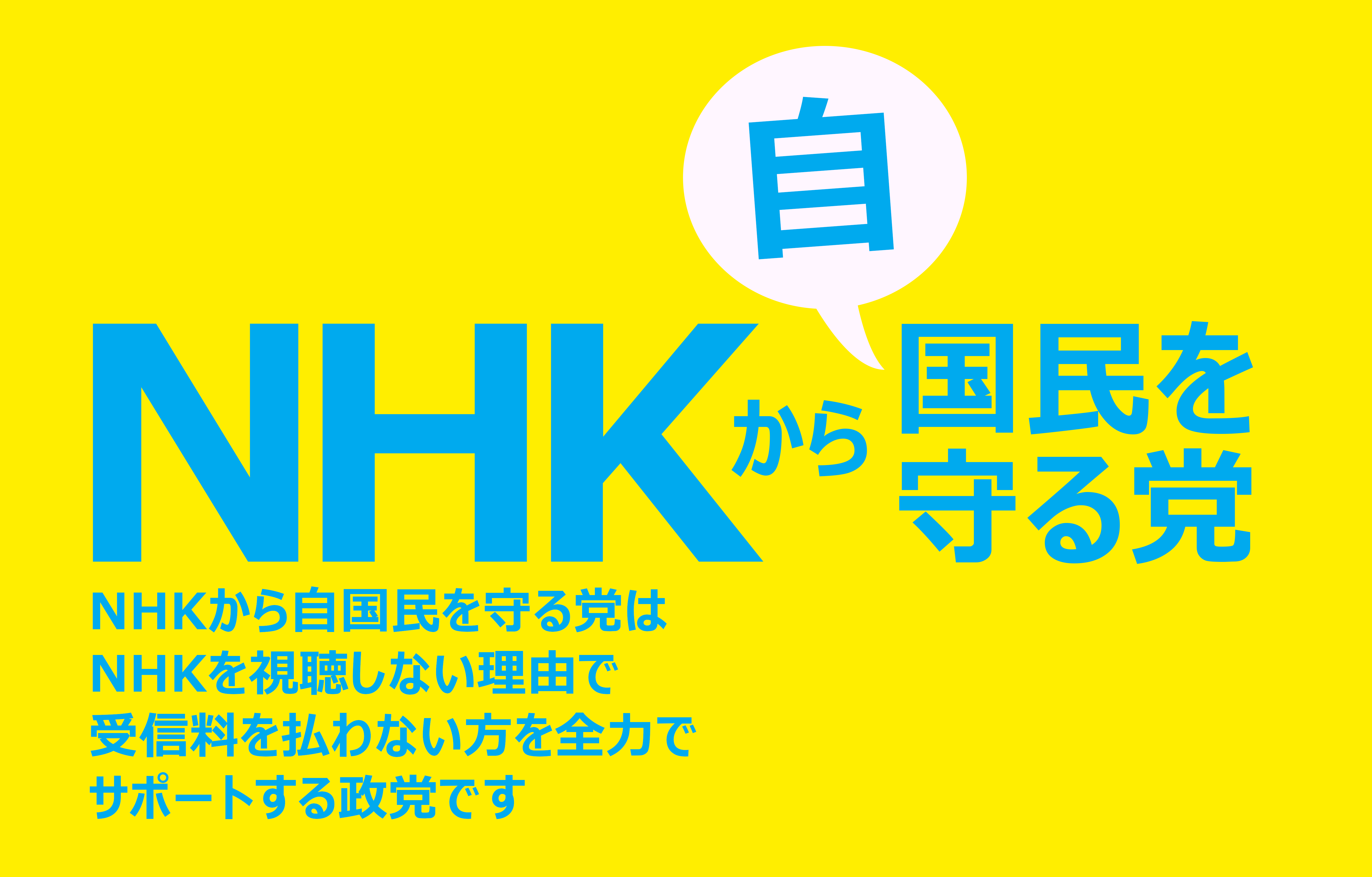
保護自國民防止NHK傷害黨時期標誌

該黨是由前NHK職員立花孝志在2013年6月17日成立，當時名為不支付NHK收視費黨（NHK受信料不払い党）；同年7月23日更名為保護國民防止NHK傷害黨（NHKから国民を守る党），通稱為「N國黨」。該年9月，N國黨首次提名候選人，角逐地方議會選舉。

### 曾用黨名
| 期間                           | 黨名                            | 日語          |
| ------------------------------ | ------------------------------- | ------------- |
| 2013年6月17日－ 同年7月23日    | 不支付NHK收視費黨               |               |
| 2013年7月23日－ 2020年12月21日 | 保護國民防止NHK傷害黨           |               |
| 2020年12月21日－ 2021年2月5日  | 保護自國民防止NHK傷害黨         | [ 10 ]        |
| 2021年2月5日－ 同年5月17日     | 教導不支付NHK收視費方法的黨     | [ 11 ] [ 12 ] |
| 2021年5月17日－ 同年6月28日    | 保護國民防止老政黨傷害的黨      | [ 13 ]        |
| 2021年6月28日－ 同年7月21日    | 岚党                            |               |
| 2021年7月21日－ 2022年1月20日  | 與NHK進行訴訟黨以違反律師法72條 | [ 14 ]        |
| 2022年1月20日－ 同年4月25日    | 保護不繳交NHK收視費的國民的黨   |               |
| 2022年4月25日－ 2023年3月8日   | NHK黨                           |               |
| 2023年3月8日－2023年11月6日    | 政治家女子48黨                  | [ 15 ]        |
| 2023年11月6日 — （現在）       | 與大家一起創造黨                | [ 16 ]        |

### 地方議會
2015年4月，立花當選千葉縣船橋市議員。2016年7月，N國黨策略性支持大阪維新會的三宅博參選第24屆日本參議院議員通常選舉，但三宅並未當選。
2016年7月，立花參選東京都知事選舉，他在NHK广播电视中心錄製政見發表時連喊數次「摧毁NHK！」（NHKをぶっ壊す!）而受矚目，但他僅得2萬7千多票而落選。
2019年4月，N國黨參與統一地方選舉，在全國各都道府縣共提名47名候選人，當選26人。

### 國政選舉
2019年7月，第25屆日本參議院議員通常選舉中比例区提名4人，选举区提名37人，共41人，最终比例代表当选1人（立花孝志）。因选举区得票率超过2%，从政治团体升格为政党。
7月25日，立花与之前因酒后失言支持战争解决北方四島爭議而被日本維新会除名的众议院议员丸山穗高会談；29日，丸山表明入党意向。30日，宣布与原众人之党代表的参議院議員渡边喜美结成参議院会派“众人之党”，由渡边出任代表。立花表示询问过渡边是否有意入党，惟被拒绝。
2019年10月10日，立花辭去參議院議員，參加參議院埼玉縣選舉區的議員補選。其席位由N国党比例区名单第二位濱田聰继任。但在同月27日選舉結果僅獲16萬8289票，不敵前埼玉縣知事上田清司的106萬5390票而落選。
2020年12月21日，該黨改名為保護自國民防止NHK傷害黨（NHKから自国民を守る党），並申請把官方簡稱定為「自民黨」，未獲中央選舉管理會批准，後把簡稱定為「NHK」。
2021年2月5日，該黨改名為教导不支付NHK收视费方法的党（NHK受信料を支払わない方法を教える党），簡稱「NHK黨」。
2021年5月17日，該黨改名為保護國民防止老政黨傷害的黨（古い政党から国民を守る党）。
2021年6月28日，該黨改名為嵐黨（嵐の党；「嵐」意為「風暴」）。
2021年7月14日，立花在黨大會上表示該黨將更名為与NHK进行诉讼党以违反律师法72条（NHKと裁判してる党弁護士法72条違反で），於該月21日正式改名，並再次使用「NHK黨」的簡稱。立花表示黨名語序「使用倒置法，將重要語句『與NHK進行訴訟』前置」。
2022年1月20日，立花在推特上公佈該黨改名為保護不繳交NHK收視費的國民的黨（日语：NHK受信料を支払わない国民を守る党） ，簡稱維持「NHK黨」不變。同日立花被東京地方法院就涉嫌不法取得NHK的顧客個人資料並威脅NHK一案被判處監禁兩年半，緩刑四年的判決。
2022年4月25日，該黨改名為NHK黨（NHK党）。
2023年3月8日，立花在記者招待會上公布該黨改名為政治家女子48黨（日语：政治家女子48党），同時他宣布辭任黨魁，為該黨參議員ガーシー（本名：東谷義和）的行为負責。东谷原先在日本结识许多明星，后因沉迷赌博欠下巨债3亿日元，更涉嫌借明星名义进行欺诈，被揭发后逃亡到迪拜，开设YouTube频道爆料日本娱乐圈明星的黑历史而在日本爆火，并在第26屆日本參議院議員通常選舉当选日本参议院议员，但东谷因担心被捕而从未回国出席参议院會議。參議院在此前作為處分要求其出席会议并道歉，而东谷义和在收到惩处之后仍选择不回国。黨魁一職改由前童星大津绫香接任。
2023年3月14日，參議院懲罰委員會正式議決對東谷作出除名處分，他將失去參議院議員身分。處分在翌日的大會上以235票贊成，1票反對獲得通過並確定。在參議院層面將是自1950年小川友三（因在預算案的投票意向和發言內容相反）以來，時隔72年的第二次除名處分。其席位在3月24日被副黨魁齊藤健一郎補缺當選。
2023年4月7日，前黨魁立花孝志召開記者會指控大津不當挪用黨所有的資金，宣布對大津作出除名處分（開除出黨），由立花自己重新出任黨魁。但大津否認將會辭任黨魁，並反指控立花在不透明的情況下運用黨資金，指會成立獨立委員會調查。及後立花在社交媒體上聲稱已提交文件給千葉縣選舉管理委員會，指出黨魁已更迭為齊藤健一郎。但日後大津仍保留了黨魁的權力。

教導不支付NHK收視費方法黨時期標誌

2023年11月6日，該黨改名為與大家一起創造黨（みんなでつくる党）。

## 組黨目的
- 為許多國民和觀眾提供機會，認真考慮NHK收視費制度[44]。
- 向質疑或不滿收視費制度的人士提供機會，制訂、修訂或廢除有關該制度的法律及條例[44]。
- 為希望成為政治家的人提供機會，以實現黨的宗旨[44]。
- 為認同政黨宗旨並分享共同行動願望的國民和觀眾提供機會[44]。

## 政策
- 立花孝志明确表示，N国党是單一問題政黨，最终目标为“NHK的加扰广播”（使不想看的人电视收不到NHK節目訊號，从而可以不交收视费）；最终达成时，他将解散该党，自己也将辞去议员一职。[45]
- 就对NHK新聞偏向报道的批评，他表明“议员就节目内容发表评论会被视为审查，而审查是违宪行为，所以不会（批判偏向报道）”。
- 就NHK以外的政策，主张每议题由党员透过直接民主制来决定该党赞成与否[46]。另一方面，虽然立花反对修宪，但是也公开表示过若以NHK的加扰广播为条件交换，则会赞成改宪[47]。
- 结党初期主张让接受生活保護者进入指定场所生活，并将生活保护费改为实物支付；现已不主张此项。党官网上一度留有相关说明，后来立花公开表示是漏删[48]。
- 立花在2021年眾議院選舉中針對新型冠狀病毒疫情下就國民發放紓困金的議題，提出採用電子支付工具（日语：電子マネー）發放具有時限的紓困金。[49]
- 免费发放写有立花等该党相关人士联系方式的“NHK击退贴纸”（NHK撃退シール），声称若收視戶贴上它，NHK收视费的催收员就不会过来[50]。NHK则表示“为督促客户与NHK签约、支付收视费，不管有没有贴纸，都会前往尚未签约与正拖欠收视费的客户住所访问”[51]。

## 政黨狀態

### 眾議院
| 選舉         | 当選/候補者 | 定數 | 得票數（得票率）  | 得票數（得票率）  | 備考   |
| 選舉         | 当選/候補者 | 定數 | 選舉区            | 比例区            | 備考   |
| ------------ | ----------- | ---- | ----------------- | ----------------- | ------ |
| 第48回總選舉 | -/0         | 465  | -                 | -                 | 入党+1 |
| 第49回總選舉 | 0/30        | 465  | 150,542 （0.26%） | 796,788 （1.39%） |        |

### 参議院
| 選舉           | 当選/候補者 | 非改選 | 定數 | 得票數（得票率）   | 得票數（得票率）   | 備考 |
| 選舉           | 当選/候補者 | 非改選 | 定數 | 選舉区             | 比例代表           | 備考 |
| -------------- | ----------- | ------ | ---- | ------------------ | ------------------ | ---- |
| 第25回通常選舉 | ○1/41       | 0      | 245  | 1,521,344（3.02%） | 987,885 （1.97%）  |      |
| 第26回通常選舉 | ○1/82       | 1      | 248  |                    | 1,253,875（2.36%） |      |

## 外部連結
- （日語）官方网站
- （日語）NHKから国民を守る党 （页面存档备份，存于） （官方博客）